# Kreščenie ognëm
Kreščenie ognëm (in russo Крещение огнём?) è il nono album in studio del gruppo heavy metal russo Aria, pubblicato nel 2003.

## Tracce
1. Patriot (Патриот) – 4:19
2. Kreščenie ognëm (Крещение огнём) – 6:06
3. Kolizej (Колизей) – 6:29
4. Palač (Палач) – 8:38
5. Tvoj novyj mir (Твой новый мир) – 4:04
6. Tam vysoko (Там высоко) – 5:37
7. Belyj flag (Белый флаг) – 4:40
8. Bitva (Битва) – 5:01
9. Bal u knyazya tmy (Bal u knjazja t'my) – 5:58

## Formazione
- Artur Berkut - voce
- Vladimir Cholstinin - chitarra
- Vitalij Dubinin - basso
- Sergej Popov - chitarra
- Maksim Udalov - batteria